# 6. ceremonia wręczenia nagród Stowarzyszenia Nowojorskich Krytyków Filmowych
6. ceremonia wręczenia nagród Stowarzyszenia Nowojorskich Krytyków Filmowych – odbyła się w 1941. Ogłoszenie laureatów miało miejsce 30 grudnia 1940. Podczas gali wręczono nagrody w pięciu kategoriach – dla najlepszego filmu, reżysera, aktora, aktorki i filmu zagranicznego – za rok 1940. Przyznano również nagrodę specjalną.

## Laureaci i nominowani
Opracowano na podstawie materiału źródłowego:

### Najlepszy film
- Grona gniewu
- Nocny pociąg do Monachium
- Filadelfijska opowieść

### Najlepszy reżyser
- John Ford – Grona gniewu i Długa podróż do domu
- William Wyler – List
- Carol Reed – Nocny pociąg do Monachium

### Najlepszy aktor
- Charlie Chaplin − Dyktator[a]
- Thomas Mitchell – Długa podróż do domu
- James Stephenson – List

### Najlepsza aktorka
- Katharine Hepburn – Filadelfijska opowieść
- Martha Scott – Nasze miasto
- Joan Fontaine – Rebeka

### Najlepszy film zagraniczny
- Żona piekarza (Francja)
- Hotel du Nord (Francja)
- Ziemia woła (ZSRR)
- Les otages (Francja)

### Nagroda Specjalna
- Walt Disney i Leopold Stokowski – Fantazja[2]